# Церковь Святого Андрея (Большое Кузёмкино)
Церковь Святого Андрея — лютеранский храм в деревне Большое Кузёмкино Кингисеппского района, центр прихода Косёмкина (Нарвуси) (фин. Kosemkina) Евангелическо-лютеранской церкви Ингрии.

## История
Приход в Кузёмкино был образован в 1640 году.
В 1704 году он был приписан, как капельный к приходу церкви Святого Михаила в Нарве.
30 ноября 1732 года в деревне Большое Кузёмкино (фин. Narvusi, отсюда второе название прихода — Нарвуси) пастором Гувениусом была освящена во имя Святого Андрея Первозванного первая деревянная приходская церковь.
В 1870-е годы к финнам-ингерманландцам, добавились новые прихожане — эстонцы-арендаторы, в связи с чем появилась возможность собрать средства на постройку нового храма.
3 июля 1879 года состоялось освящение построенной в готическом стиле каменной церкви вместимостью 450 мест, освященной во имя святой Троицы. На алтарной картине был изображён Спаситель, благословляющий детей. Освящение совершил пастор Алексис Книпер, пастор шведско-немецкой общины святого Михаила в Нарве и викарий общины Косёмкино.
В 1865 году в приходе числилось 1847 человек. Приход входил в Западно-Ингерманландское пробство.
К приходу Косёмкина (Нарвуси) было приписано несколько финско-эстонских молитвенных домов. Они были открыты в деревнях Конново и Гакково в 1888 году, Кайболово и Курголово в 1895 году, Вейно и Выбье после 1896 года, Кирьямо в конце XIX века.
В 1901 году при церкви открылась воскресная школа, содержавшаяся на средства прихожан. Обучение в ней чтению, письму и лютеранскому катехизису вёл помощник настоятеля Густафа Адольфа Пелконена пастор Франс Симеон Суокас.
В 1905 году среди 3800 прихожан, в основном финнов-ингерманландцев, числилось около 100 эстонцев. В год проводилось 32 богослужения на финском и эстонском языках.
В 1912 году храм был отремонтирован.
23 августа 1915 года было освящено новое приходское кладбище неподалеку от здания церкви. Освящение совершил настоятель пастор Йохан Вильгельм Каяндер (фин. Johan Wilhelm Kajander).
В 1917 году в приходе числилось 4260 человек.
В 1920 году, в связи с разделением территории прихода государственной границей с Эстонией, приход Косёмкина стал самостоятельным. В то же время от прихода Косёмкина отделился лютеранский приход Калливиере в Эстонской Ингерманландии с центром в деревне Калливере.
В 1928 году в приходе насчитывалось около 3000 лютеран.
В течение 1930-х годов в деревнях прихода были закрыты все молитвенные дома.
Кирха не действовала с 1936 года и была закрыта в 1938 году, в ней размещался гарнизонный клуб.
Богослужения возобновлялись в период немецкой оккупации с 1941 по 1943 год, а в 1944 году кирха была закрыта и передана под клуб.

### Современность
С 1989 года в деревне Конново вновь открылся молитвенный дом и стали проводиться службы.
В феврале 1990 года в деревне Большое Кузёмкино был зарегистрирован возрождённый приход Евангелическо-лютеранской церкви Ингрии.
В настоящее время идёт ремонт церкви, в ней же проводятся богослужения. Входит в Западно-Ингерманландское пробство.

## Прихожане
Приход Косёмкина (фин. Kosemkina) к 1920 году включал в себя 37 деревень:

Арсия, Большое Кузёмкино, Ванакюля, Венекюля, Волково, Выбье, Гакково, Галики, Дубровка, Извоз, Кайболово, Кейкино, Кирьямо, Конново, Коровино, Краколье, Кузёмкино, Курголово, Куровицы, Липово, Луттово, Манновка, Мертвицы, Новое Кузёмкино, Новое Струпово, Орлы, Пески, Ропша, Сала, Струпово, Такавелье, Тисколово, Усть-Луга, Фёдоровка, Фитинка, Хамолово, Хиннола.

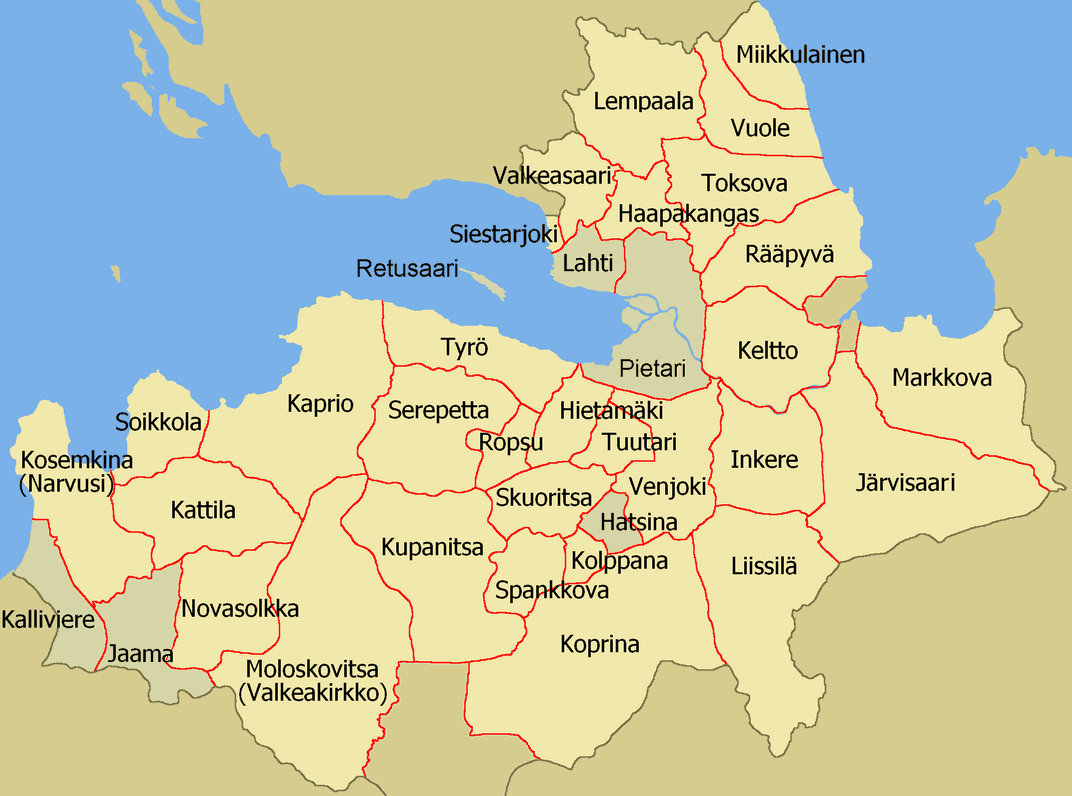
Карта приходов Церкви Ингрии (1930-е годы)

Изменение численности населения объединённого прихода Нарва-Косёмкина с 1848 по 1928 год:
В 1904 году в приходе числилось: финнов — 3651, эстонцев — 80 человек.

## Духовенство
| Настоятели прихода | Настоятели прихода                                     |
| Даты               | Пастор                                                 |
| ------------------ | ------------------------------------------------------ |
| 1640—1647†         | Амбросиус Винтер                                       |
| 1671—1674          | Юстус Албогиус                                         |
| 1681—1687          | Йохан Шоппиус                                          |
| 1687—1695          | Томас Эрики Вакелениус                                 |
| 1687—1704          | Левин Андреас Шварц                                    |
| 1698—1708          | Эрик Бур (настоятель)                                  |
| 1700—1704          | Йоханнес Нюбяк (капеллан)                              |
| 1712—1713          | Эрик Канделин (пастор)                                 |
| 1716†              | Эрик Бур (настоятель)                                  |
| 1716—1722          | Йоханнес Шютц (настоятель)                             |
| 1722—1740†         | Йоханнес Говиниус (настоятель)                         |
| 1732—1743          | Йоханнес Говиниус (мл.) (адъюнкт, пастор)              |
| 1744—1760†         | Габриэль Калм (настоятель)                             |
| 1762—1780†         | Якоб Алопаеус (настоятель)                             |
| 1764—1769          | Томас Хенрики Элгеен (адъюнкт)                         |
| 1769—1772          | Фредрик Вебер (адъюнкт)                                |
| 1773—1775          | Хенрик Линдстрём (адъюнкт)                             |
| 1776—1778          | Микаэль Топпелиус (адъюнкт)                            |
| 1777—1782          | Якоб Йохан Фабритиус (адъюнкт, и. о. пастора)          |
| 1782—1800†         | Эрик Йохан Паркоу (настоятель)                         |
| 1783—1786          | Хенрик Вилхелм Карлинг (адъюнкт)                       |
| 1773—1775          | Хенрик Линдстрём (адъюнкт)                             |
| 1786—1791          | Андреас Берг(адъюнкт)                                  |
| 1791—1792          | Карл Густав Манделин (адъюнкт)                         |
| 1794—1797          | Эрик-Вольхельм Скотте (адъюнкт, и. о. пастора, пастор) |
| 1800—1813          | Эрик-Вольхельм Скотте (адъюнкт, и. о. пастора, пастор) |
| 1809               | Йохан Грёнлунд (адъюнкт)                               |
| 1813—1821          | Филипп Моден (настоятель)                              |
| 1821—1841          | Адольф Фредрик Хорнборг (настоятель)                   |
| 1836               | Константин Шрёдер (и. о. пастора)                      |
| 1841               | Йонас Рейнхолд Кавен (и. о. пастора)                   |
| 1841—1844          | Карл Хелениус (настоятель)                             |
| 1844—1845          | Йонас Рейнхолд Кавен (и. о. пастора)                   |
| 1845—1868†         | Андреас Шевинг (настоятель)                            |
| 1860—1863          | Пауль Лоппенове (адъюнкт)                              |
| 1869—1873          | Йохан Вилхелм Мурман (настоятель)                      |
| 1873—1892          | Алексис Книпер (настоятель)                            |
| 1887—1888          | Нестор Нордлинг (адъюнкт)                              |
| 1889†              | Исаак Вилхелм Каллио (адъюнкт)                         |
| 1889—1902†         | Густав Адольф Пелконен (адъюнкт, пастор)               |
| 1899—1901          | Франс Симеон Суокас (адъюнкт)                          |
| 1902—1903          | Юхо Варонен (и. о. пастора)                            |
| 1903—1919          | Йохан Вилхелм Каяндер (настоятель)                     |
| 1920—1924          | Андреас (Антти) Матиас Яатинен                         |
| 1924—1927          | Николай Вихолайнен                                     |
| 1928—1930          | Хейкки Тёюли                                           |
| 1930—1935          | Антти Суомалайнен                                      |

## Фото

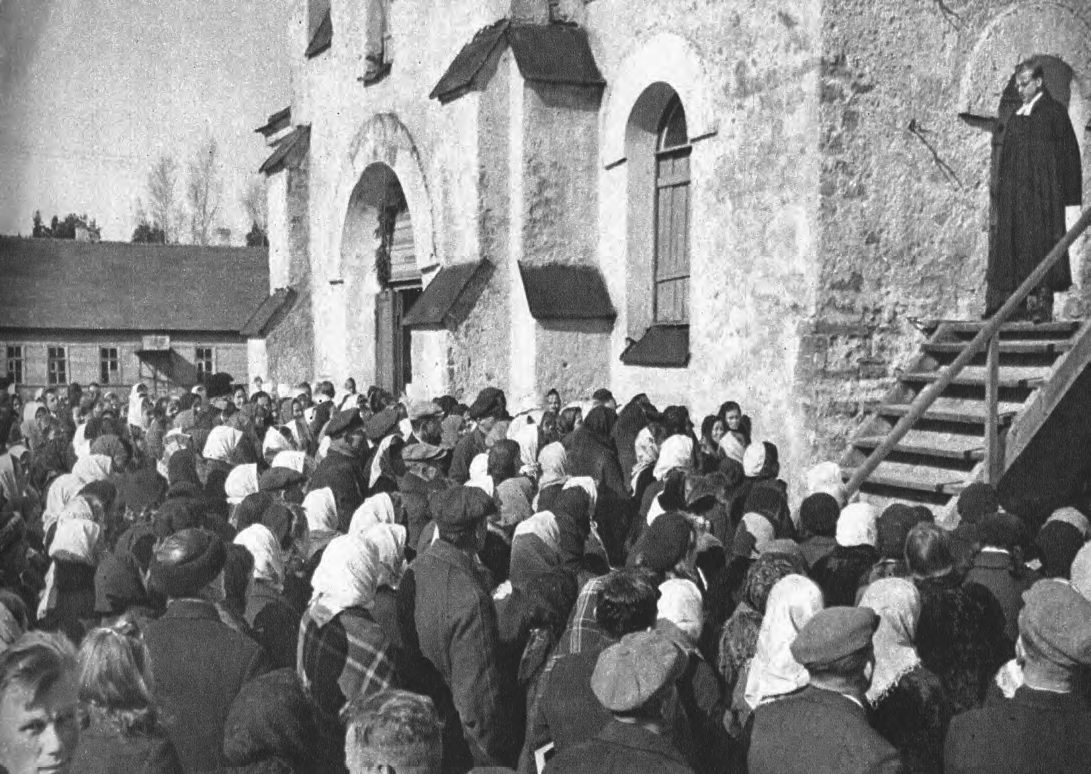
Служба в кирхе прихода Косёмкина. 1943 год
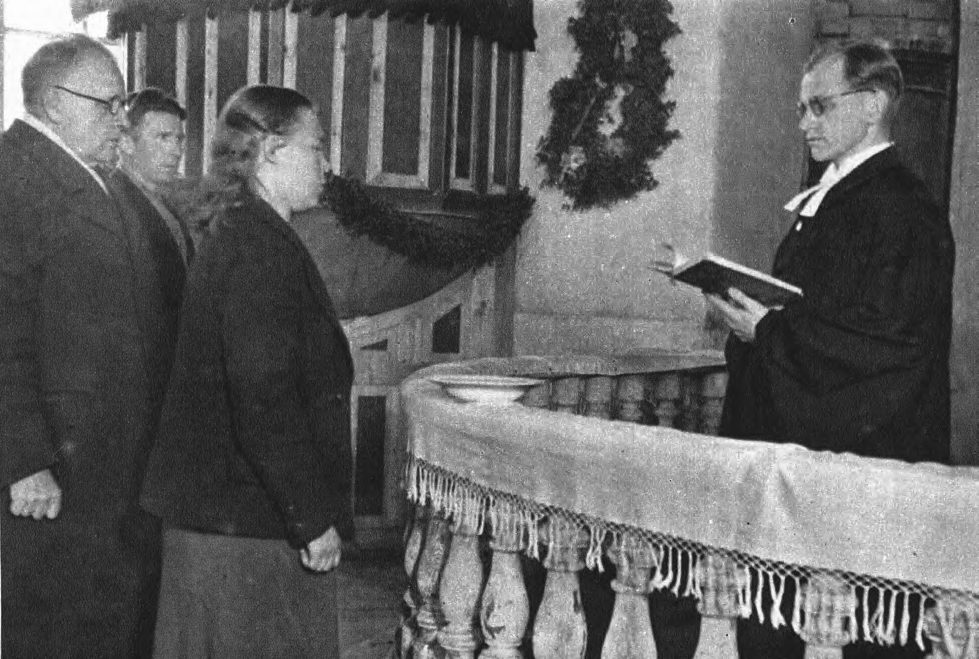
Служба в кирхе прихода Косёмкина. 1943 год
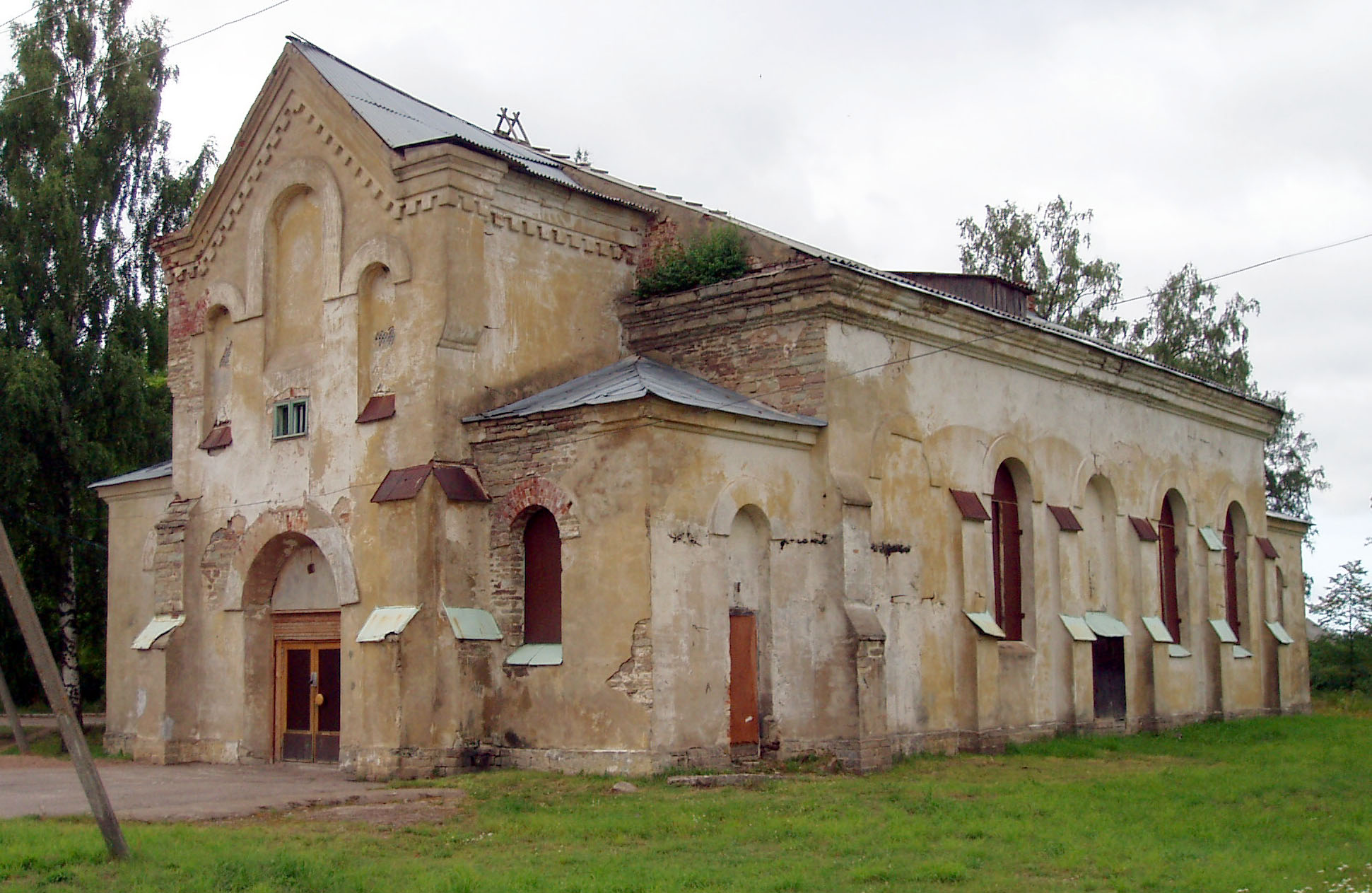
Кирха прихода Косёмкина. 2008 год